# Europamästerskapen i friidrott 1978
Europamästerskapen i friidrott 1978 var de tolfte Europamästerskapen i friidrott och genomfördes 29 augusti – 3 september 1978 i Prag, Tjeckoslovakien.
Under tävlingarna slogs fyra världsrekord av kvinnliga idrottare samt därutöver ett europarekord.
Sovjetunionen och Östtyskland dominerade medaljligan med totalt 68 av mästerskapets 120 medaljer. 

## Förkortningar
- WR = Världsrekord
- ER = Europarekord
- CR = Mästerskapsrekord

## Medaljörer, resultat

### Herrar
| Gren               | Guld                                                                             | Guld          | Silver                                                                   | Silver   | Brons                                                                                     | Brons    |
| 100 meter          | Pietro Mennea Italien                                                            | 10,27 (CR)    | Eugen Ray Östtyskland                                                    | 10,36    | Vladimir Ignatenko Sovjetunionen                                                          | 10,37    |
| 200 meter          | Pietro Mennea Italien                                                            | 20,16 (CR)    | Olaf Prenzler Östtyskland                                                | 20,61    | Peter Muster Schweiz                                                                      | 20,64    |
| 400 meter          | Franz-Peter Hofmeister Västtyskland                                              | 45,73         | Karel Kolár Tjeckoslovakien                                              | 45,77    | Francis Demarthon Frankrike                                                               | 45,97    |
| 800 meter          | Olaf Beyer Östtyskland                                                           | 1.43,84 (CR)  | Steve Ovett Storbritannien                                               | 1.44,09  | Sebastian Coe Storbritannien                                                              | 1.44,76  |
| 1 500 meter        | Steve Ovett Storbritannien                                                       | 3.35,59 (CR)  | Eamonn Coghlan Irland                                                    | 3.36,70  | David Moorcroft Storbritannien                                                            | 3.36,75  |
| 5 000 meter        | Venanzio Ortis Italien                                                           | 13.28,57      | Markus Ryffel Schweiz                                                    | 13.28,66 | Aleksandr Fedotkin Sovjetunionen                                                          | 13.28,66 |
| 10 000 meter       | Martti Vainio Finland                                                            | 27.30,99 (CR) | Venanzio Ortis Italien                                                   | 27.31,48 | Aleksandr Antipov Sovjetunionen                                                           | 27.31,50 |
| Maraton            | Leonid Mosejev Sovjetunionen                                                     | 2:11.58 (CR)  | Nikolai Pentsin Sovjetunionen                                            | 2:11.59  | Karel Lismont Belgien                                                                     | 2:12.08  |
| 110 meter häck     | Thomas Munckelt Östtyskland                                                      | 13,54         | Jan Pusty Polen                                                          | 13,55    | Arto Bryggare Finland                                                                     | 13,56    |
| 400 meter häck     | Harald Schmid Västtyskland                                                       | 48,51 (CR)    | Dimitrij Stukalov Sovjetunionen                                          | 49,72    | Vasilij Archipenko Sovjetunionen                                                          | 49,77    |
| 3 000 meter hinder | Bronislaw Malinowski Polen                                                       | 8.15,08       | Patriz Ilg Västtyskland                                                  | 8.16,92  | Ismo Toukonen Finland                                                                     | 8.18,29  |
| 4 x 100 meter      | Polen: Zenon Novosz Zenon Licznerski Leszek Dunecki Marian Voronin               | 38,58 (CR)    | Östtyskland: Manfred Kokot Eugen Ray Olaf Prenzler Alexander Thieme      | 38,78    | Sovjetunionen: Sergej Vladimirsev Nikolai Kolesnikov Aleksandr Aksinin Vladimir Ignatenko | 38,82    |
| 4 x 400 meter      | Västtyskland: Martin Weppler Franz-Peter Hofmeister Bernd Herrmann Harald Schmid | 3.02,03 (CR)  | Polen: Jerzy Wlodarczyk Zbigniew Jaremski Cezary Lapinski Ryszard Podlas | 3.03,62  | Tjeckoslovakien: Josef Lomický František Brečka Miroslav Tulis Karel Kolár                | 3.04,99  |
| 20 km gång         | Ronald Wieser Östtyskland                                                        | 1:23.12 (CR)  | Pjotr Potjentjuk Sovjetunionen                                           | 1:23.43  | Anatolij Solomin Sovjetunionen                                                            | 1:24.12  |
| 50 km gång         | Jorge Llopart Spanien                                                            | 3:53.30 (CR)  | Venjamin Soldatenko Sovjetunionen                                        | 3:55.12  | Jan Ornoch Polen                                                                          | 3:55.16  |
| Höjdhopp           | Vladimir Jasjtjenko Sovjetunionen                                                | 2,30 (CR)     | Aleksandr Grigorjev Sovjetunionen                                        | 2,28     | Rolf Beilschmidt Östtyskland                                                              | 2,28     |
| Längdhopp          | Jacques Rousseau Frankrike                                                       | 8,18          | Nenad Stekić Jugoslavien                                                 | 8,12     | Vladimir Tsepeljev Sovjetunionen                                                          | 8,01     |
| Stavhopp           | Vladimir Trofimenko Sovjetunionen                                                | 5,55 (CR)     | Antti Kalliomäki Finland                                                 | 5,50     | Rauli Pudas Finland                                                                       | 5,45     |
| Trestegshopp       | Milos Srejović Jugoslavien                                                       | 16,94         | Viktor Sanejev Sovjetunionen                                             | 16,93    | Anatolij Piskulin Sovjetunionen                                                           | 16,87    |
| Kulstötning        | Udo Beyer Östtyskland                                                            | 21,08 (CR)    | Jevgenij Mironov Sovjetunionen                                           | 20,87    | Aleksandr Barisjnikov Sovjetunionen                                                       | 20,68    |
| Diskuskastning     | Wolfgang Schmidt Östtyskland                                                     | 66,82 (CR)    | Markku Tuokko Finland                                                    | 64,90    | Imrich Bugár Tjeckoslovakien                                                              | 64,66    |
| Släggkastning      | Jurij Sedych Sovjetunionen                                                       | 77,28 (CR)    | Roland Steuk Östtyskland                                                 | 77,24    | Karl-Hans Riehm Västtyskland                                                              | 77,02    |
| Spjutkastning      | Michael Wessing Västtyskland                                                     | 89,12         | Nikolaj Grebnjev Sovjetunionen                                           | 87,82    | Wolfgang Hanisch Östtyskland                                                              | 83,66    |
| Tiokamp            | Aleksandr Grebenjuk Sovjetunionen                                                | 8 340 (CR)    | Daley Thompson Storbritannien                                            | 8 289    | Siegfried Stark Östtyskland                                                               | 8 208    |

### Damer
| Gren           | Guld                                                                                    | Guld                    | Silver                                                                                   | Silver  | Brons                                                                           | Brons   |
| 100 meter      | Marlies Göhr Östtyskland                                                                | 11,13 (CR)              | Linda Haglund Sverige                                                                    | 11,29   | Ludmila Maslakova Sovjetunionen                                                 | 11,31   |
| 200 meter      | Ludmila Kondratyeva Sovjetunionen                                                       | 22,52                   | Marlies Göhr Östtyskland                                                                 | 22,53   | Carla Bodendorf Östtyskland                                                     | 22,64   |
| 400 meter      | Marita Koch Östtyskland                                                                 | 48,94 (WR)              | Christina Brehmer Östtyskland                                                            | 50,38   | Irena Szewinska Polen                                                           | 50,40   |
| 800 meter      | Tatjana Providochina Sovjetunionen                                                      | 1.55,80 (CR)            | Nadezjda Musjta Sovjetunionen                                                            | 1.55,82 | Zoja Riger Sovjetunionen                                                        | 1.56,57 |
| 1 500 meter    | Giana Romanova Sovjetunionen                                                            | 3.59,77 (CR)            | Natalja Marasescu Rumänien                                                               | 3.59,80 | Totka Petrova Bulgarien                                                         | 4.00,15 |
| 3 000 meter    | Svetlana Ulmasova Sovjetunionen                                                         | 8.33,16 (CR)            | Natalja Marasescu Rumänien                                                               | 8.33,53 | Grete Waitz Norge                                                               | 8.34,33 |
| 100 meter häck | Johanna Klier Östtyskland                                                               | 12,62 (CR)              | Tatjana Anisimova Sovjetunionen                                                          | 12,67   | Gudrun Berend Östtyskland                                                       | 12,73   |
| 400 meter häck | Tatjana Zelentsova Sovjetunionen                                                        | 54,89 (WR)              | Silvia Hollmann Västtyskland                                                             | 55,14   | Gudrun Berend Östtyskland                                                       | 55,36   |
| 4 x 100 meter  | Sovjetunionen: Vera Anisimova Ludmila Maslakova Ludmila Kondratyeva Ludmila Storozjkova | 42,54                   | Storbritannien: Beverly Goddard Kathryn Smallwood Sharon Coleyear Sonia Lannaman         | 42,72   | Östtyskland: Johanna Klier Monika Hamann Carla Bodendorf Marlies Göhr           | 43,07   |
| 4 x 400 meter  | Östtyskland: Christiane Marquardt Barbara Krug Christine Brehmer Marita Koch            | 3.21,20 (CR)            | Sovjetunionen: Tatjana Prorotjenko Nadezjda Musjta Tatjana Providochina Maria Poltjunova | 3.26,1  | Polen: Malgorzata Grajenska Krystyna Kasprczyk Genoweta Blaszak Irena Szewinska | 3.26,1  |
| Höjdhopp       | Sara Simeoni Italien                                                                    | 2,01 (WR)               | Rosemarie Ackermann-Witschas Östtyskland                                                 | 1,99    | Brigitte Holzapfel Västtyskland                                                 | 1,95    |
| Längdhopp      | Vilma Bardauskiene Sovjetunionen                                                        | 6,88 i kvalet 7,09 (WR) | Angela Voigt Östtyskland                                                                 | 6,79    | Jarmila Nygynová Tjeckoslovakien                                                | 6,69    |
| Kulstötning    | Ilona Slupianek Östtyskland                                                             | 21,41 (CR)              | Helena Fibingerová Tjeckoslovakien                                                       | 20,86   | Margitta Droese Östtyskland                                                     | 20,58   |
| Diskuskastning | Evelin Jahl Östtyskland                                                                 | 66,98                   | Margitta Droese Östtyskland                                                              | 64,04   | Natalia Gorbatjova Sovjetunionen                                                | 63,58   |
| Spjutkastning  | Ruth Fuchs Östtyskland                                                                  | 69,16 (ER)              | Theresa Sanderson Storbritannien                                                         | 62,40   | Ute Hommola Östtyskland                                                         | 62,32   |
| Femkamp        | Nadezjda Tkatjenko Sovjetunionen                                                        | 4 744                   | Margit Papp Ungern                                                                       | 4 655   | Burglinde Pollack Östtyskland                                                   | 4 600   |

## Medaljfördelning
| Medaljfördelning |                 |      |        |       |        |
| Plats            | Land            | Guld | Silver | Brons | Totalt |
| 1                | Sovjetunionen   | 14   | 11     | 11    | 36     |
| 2                | Östtyskland     | 12   | 9      | 11    | 32     |
| 3                | Västtyskland    | 4    | 2      | 1     | 7      |
| 4                | Italien         | 4    | 1      | -     | 5      |
| 5                | Polen           | 2    | 2      | 3     | 7      |
| 6                | Storbritannien  | 1    | 4      | 3     | 8      |
| 7                | Finland         | 1    | 2      | 3     | 6      |
| 8                | Frankrike       | 1    | -      | 1     | 2      |
| 9                | Spanien         | 1    | -      | -     | 1      |
| 10               | Tjeckoslovakien | -    | 2      | 3     | 5      |
| 11               | Rumänien        | -    | 2      | -     | 2      |
| 12               | Schweiz         | -    | 1      | 1     | 2      |
| 13               | Irland          | -    | 1      | -     | 1      |
|                  | Jugoslavien     | -    | 1      | -     | 1      |
|                  | Sverige         | -    | 1      | -     | 1      |
|                  | Ungern          | -    | 1      | -     | 1      |
| 17               | Belgien         | -    | -      | 1     | 1      |
|                  | Bulgarien       | -    | -      | 1     | 1      |
|                  | Norge           | -    | -      | 1     | 1      |

### Fotnoter
1. ↑  ”Inne-EM i friidrott till Prag”. Svenska dagbladet. 5 maj 2012. https://www.svd.se/inne-em-i-friidrott-till-prag. Läst 29 juli 2017.